# شهدای فلسطین

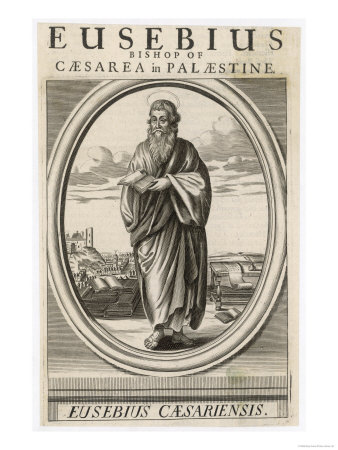
حکاکی عتیقه یوسبیوس قیصریه

شهدای فلسطین (انگلیسی: Martyrs of Palestine) اثری است از مورخ کلیسا و اسقف قیصریه قیصریه دریایی، یوسبیوس قیصریه (۲۶۳–۳۳۹ پس از میلاد) نوشته‌است، که به آزار و اذیت مسیحیان در قیصریه در زمان امپراتور روم دیوکلتیان می‌پردازد. این اثر به دو صورت باقی مانده‌است، یک بازبینی انتقادی که بخشی از تاریخ کلیسا (یوسبیوس) را تشکیل می‌دهد، و یک نسخه طولانی‌تر، که تنها در سال ۱۸۶۶ کشف شد. یوسبیوس در آن زمان در قیصریه حضور داشت و کتاب در مورد آزار و شکنجه‌هایی است که او بازگو می‌کند.#شهدای_فلسطین

## زمینه
نسخه کوتاهتر شهدای فلسطین احتمالاً تجدید نظر در نسخه طولانی‌تر بود. این امکان وجود دارد که هر دو نسخه موجود تنها قطعاتی از یک اثر طولانی‌تر از دست رفته باشند. این دوره طولانی مدتی پس از سال ۳۱۱، زمانی که آزار و شکنجه در قیصریه متوقف شده بود، سروده شد و در ۳۱۵–۳۱۶ منتشر شد.